# ياندل
لاندل فيجويلا مالافي (Llandel veguilla malavé)  ويعرف أكثر باسم شهرته «ياندل» (yandel) مغني ومنتج موسيقي بورتريكي ولد في 14 يناير 1977 , بدأ مشواره في الغناء سنة 1995 كعضو في فرقة ثنائية تحمل اسم «ويسن وياندل» (بالإنجليزية: Wisin & yandel)‏ أطلق أول ألبوم فردي له عام 2013 تحت اسم (بالإسبانية: Quin central mi)‏ ثاني ألبوم له أطلق بعد عشرة سنوات في 2013 (بالإسبانية: lider a liyandra)‏ نال الأخير الشهادة الذهبية الأتينية من قبل رابطة صناعة التسجيلات الأمريكية (بالإنجليزية: RIAA)‏ سنة 2014 .

## حياته
ولد ياندل في مدينة كييي في بورتوريكو وهو ابن خوليو فيجويلا (بالإسبانية: Julio veguilla)‏ و«لوسي مالافي» (بالإسبانية: lucy malavé)‏ .و له أخوين بمن فيهم شقيقه الأصغر «غادييل» (بالإسبانية: Gadiel)‏ وهو كذالك مغني وأخته الصغري «لينات» (بالإسبانية: linnette)‏ .قبل دخوله عالم الموسيقى إمتهن «ياندل» مهنة الحلاقة في موطنه.تزوج سنة 2004 حبيبته التي ربطته معها علاقة منذ الطفولة وأنجب منها ولدين.

## وصلات خارجية
- ياندل على موقع IMDb (الإنجليزية)
- ياندل على موقع ميوزك برينز (الإنجليزية)
- ياندل على موقع أول ميوزيك (الإنجليزية)
- ياندل على موقع ديسكوغز (الإنجليزية)
- ياندل على موقع قاعدة بيانات الفيلم (الإنجليزية)

الموقع الرسمي